# Col de la Liguière
Le col de la Liguière, localement dénommé la côte de Sarraud, est un col routier des monts de Vaucluse, situé dans le Vaucluse, au sud de Sault et au nord de Saint-Saturnin-lès-Apt. Son altitude est de 980 mètres mais la pancarte en bord de route indique 998 mètres.

## Géographie
Le col se situe dans un environnement arboré près du hameau de Sarraud (commune de Saint-Saturnin-lès-Apt) desservi par la route départementale 230 sur le plateau de Vaucluse dans le périmètre du parc naturel régional du Luberon créé en 1977.

## Activités

### Cyclisme
Classé en 1re catégorie, le col est pour la première fois emprunté par Tour de France lors de la 11e étape de l'édition 2021 entre Sorgues et Malaucène depuis Saint-Saturnin-lès-Apt, au km 85 avec une longueur de 9,3 km à 6,7 %. Il est franchi en tête par Dan Martin.